# U-Bahnhof Spittelmarkt

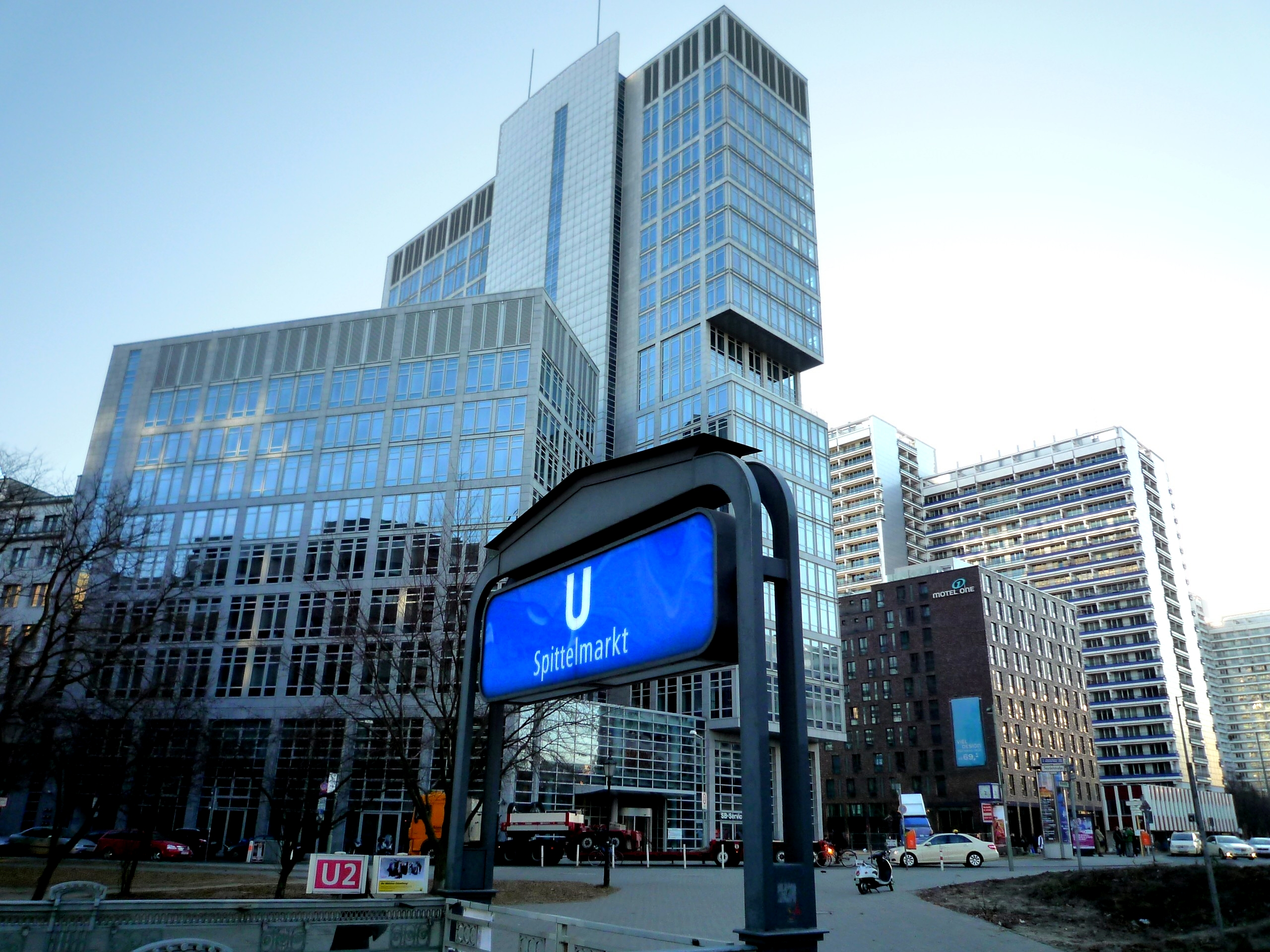
Westlicher Eingang zum U-Bahnhof Spittelmarkt mit Blick zur Leipziger Straße

Der U-Bahnhof Spittelmarkt in Berlin ist ein Tunnelbahnhof der Linie U2 der U-Bahn Berlin. Er befindet sich im Ortsteil Mitte unter dem gleichnamigen Platz beziehungsweise der sich anschließenden Wallstraße. Der U-Bahnhof wurde am 1. Oktober 1908 in Betrieb genommen. Besonders bemerkenswert ist die Fenstergalerie aus Rundbögen zum Spreekanal hin, die das Tageslicht hereinlässt.
Der im Bahnhofsverzeichnis der BVG als Sp bezeichnete Bahnhof ist 465 Meter vom U-Bahnhof Märkisches Museum und 620 Meter vom U-Bahnhof Hausvogteiplatz entfernt. Der Bahnsteig ist 7,6 Meter breit und 110,2 Meter lang, die Halle ist 2,6 Meter hoch und wird aufgrund ihrer geringen Tiefe unterhalb der Straßendecke von 3,7 Metern als Unterpflasterbahnhof bezeichnet. Eine Aufzugsanlage sorgt für die Barrierefreiheit.

## Geschichte

### Planung und Bau

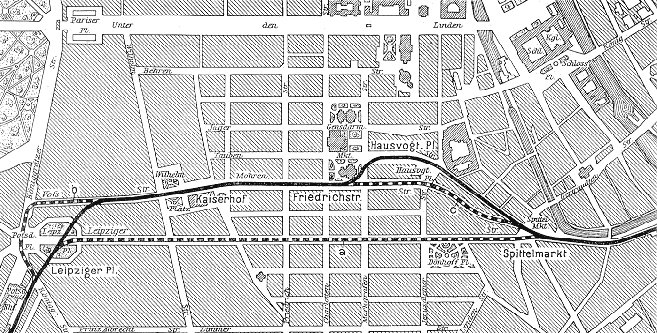
Trassenvarianten der Strecke Leipziger Platz – Spittelmarkt.
Die durchgehend schwarze Linie wurde realisiert.

Nachdem die Hochbahngesellschaft ihr Stammnetz zwischen den Stationen Knie, heute: Ernst-Reuter-Platz, Potsdamer Platz und Warschauer Brücke eröffnet hatte und seit 1906 bzw. 1908 auch eine U-Bahn-Verbindung ins Charlottenburger Stadtzentrum bestand, plante sie nun auch eine Verbindung in das Berliner Zentrum, das bisher nur durch die Straßenbahn und die Stadtbahn angebunden war. Als günstig erwies sich dabei eine Verlängerung der bestehenden Strecke vom Potsdamer Platz aus, um dadurch einen Anschluss zum restlichen U-Bahn-Netz herzustellen. Der Bau sollte in verschiedenen Etappen erfolgen, zunächst war die Fertigstellung des Abschnittes Potsdamer Platz–Spittelmarkt gedacht, danach sollten noch die Verlängerungen zum Alexanderplatz und zur Schönhauser Allee folgen.
Zwar war das erste Stück nur 2,3 Kilometer lang, dennoch zeigten sich besonders dort viele Tücken der Berliner Stadtstruktur, Geologie und der lokalen Politik. Das erste Problem bestand bereits in der Fortführung der Strecke, untersagte doch die Stadt Berlin den Abriss und Neubau des bisherigen U-Bahnhofs Potsdamer Platz und forderte einen zweiten Bahnhof gleich daneben. Erst durch ein Machtwort des damals amtierenden Polizeipräsidenten konnte dies unterbunden werden. Das nächste Problem betraf die Trassierung der Strecke. Die Stadt Berlin untersagte eine Streckenführung unter der Leipziger Straße, weil sie Straßenschäden, Lärmbelästigung für die Anwohner und unnötige Konkurrenz zur Straßenbahn befürchtete. Daher musste die Hochbahngesellschaft auf eine Alternativstrecke über Wilhelmplatz, Gendarmenmarkt und Hausvogteiplatz ausweichen. Die abschließende Genehmigung für die Strecke Potsdamer Platz – Spittelmarkt erhielt die Berliner Hochbahngesellschaft erst am 10. November 1906.

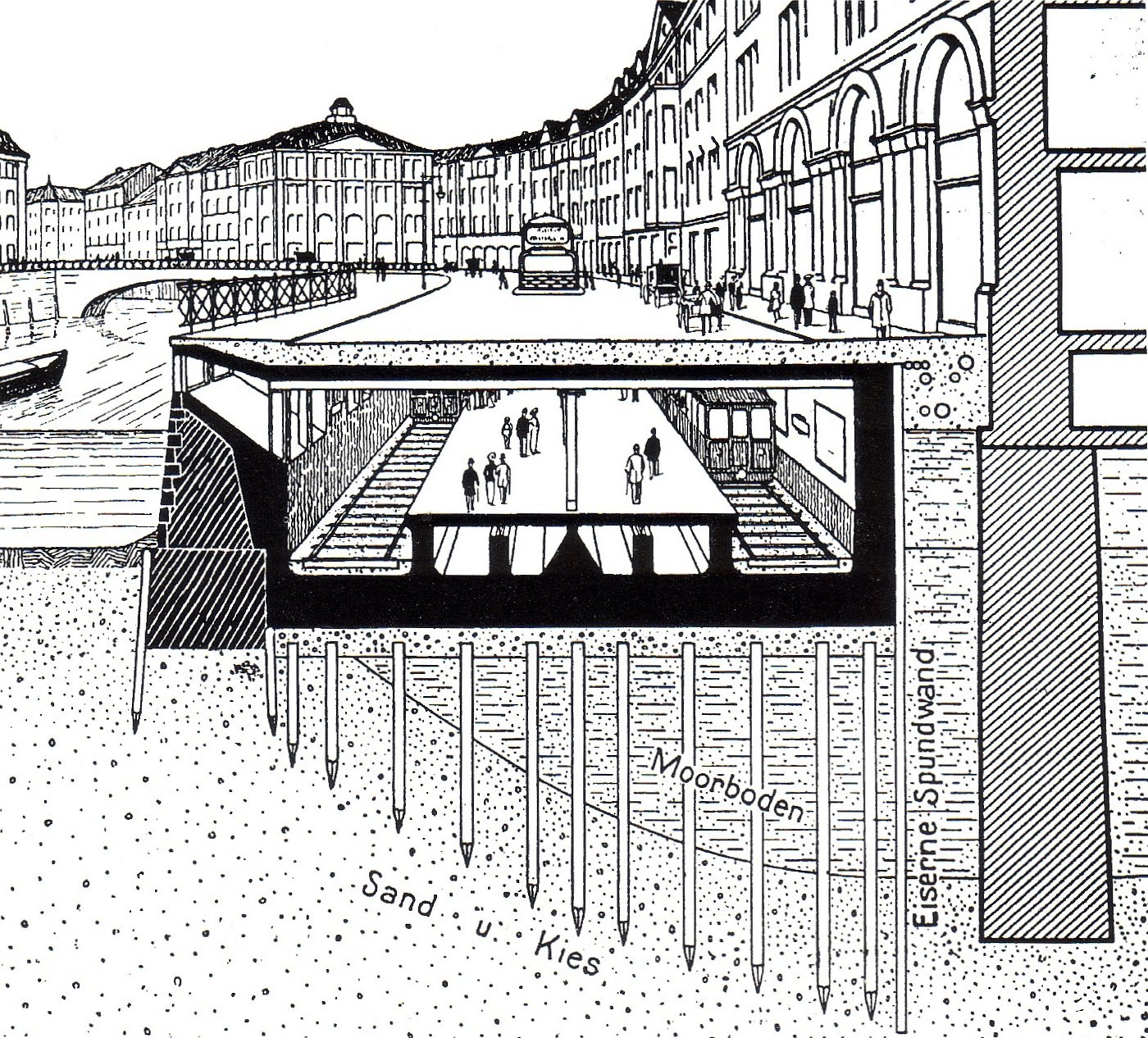
Eine Pfahlgründung und Spundwände waren zur Stabilisierung des Untergrundes nötig

Ein weiteres Problem bestand beim Bau des vorläufigen Endbahnhofs Spittelmarkt. Dieser sollte direkt an der Spree gelegen sein, wo allerdings der morastige und unstabile Untergrund eine bis zu 15 Meter tiefe Pfahlgründung notwendig machte. Zusätzlich war auch eine 16 Meter tiefe Spundwand zwischen Bahnhof und Hausfront vonnöten, um die angrenzenden Gebäude zu schützen. Beim Bau des Bahnhofs erschwerten zusätzlich die noch teilweise vorhandene, mittelalterliche Stadtbefestigung ebenso wie Funde alter Pestfriedhöfe die Arbeiten. Die zahlreichen Knochen- und Schädelreste ließ man in Friedrichsfelde beisetzen.

### Eröffnung und Architektur
Am 1. Oktober 1908 wurde die Streckeneröffnung zwischen Potsdamer Platz und Spittelmarkt mit fünf neuen Bahnhöfen gefeiert. Danach endeten zwei Hochbahnlinien an der Station, diese führten zum Charlottenburger Wilhelmplatz (heute: Richard-Wagner-Platz) bzw. zunächst auch noch zur Warschauer Brücke.
Architektonisch glänzte der Bahnhof durch seine Einmaligkeit. Nur am Bahnhof Stadtpark (U4) in Schöneberg gab es eine vergleichbare Anlage, auch wenn jene nicht zur Spree führte. Dreimal 15 Fenster, jeweils etwa drei Meter tief, geben den Blick frei auf die Außenwelt am nahen Fluss. Um den Lichteinfall noch zu vergrößern, ließ die Hochbahngesellschaft die Laibungen der Fenstergalerien trichterförmig erweitern, sodass die Fensteröffnungen bis etwa auf Bahnsteighöhe reichten. Schon damals konnte ein Eindringen des Spreewassers ausgeschlossen werden, da die Schleusen in und um Berlin die Wasserhöhe bereits konstant hielten. Die Umsetzung einer Fenstergalerie zur Spree war indes nicht neu, bereits für den Bau einer U-Bahn-Strecke zum Reichstag sollte ein Bahnhof den Blick zum Fluss ermöglichen. Die sonstige architektonische Ausgestaltung entsprach den anderen, vorigen U-Bahn-Stationen. Der Hausarchitekt der Hochbahn, Alfred Grenander, wählte für den Bahnhof die Kennfarbe Blau für Fliesen, Abfertigungshäuschen und Säulen. Östlich des Bahnsteigs schloss sich eine dreigleisige Kehranlage an, die zwei äußeren Gleise waren für die spätere Streckenverlängerung vorgesehen.

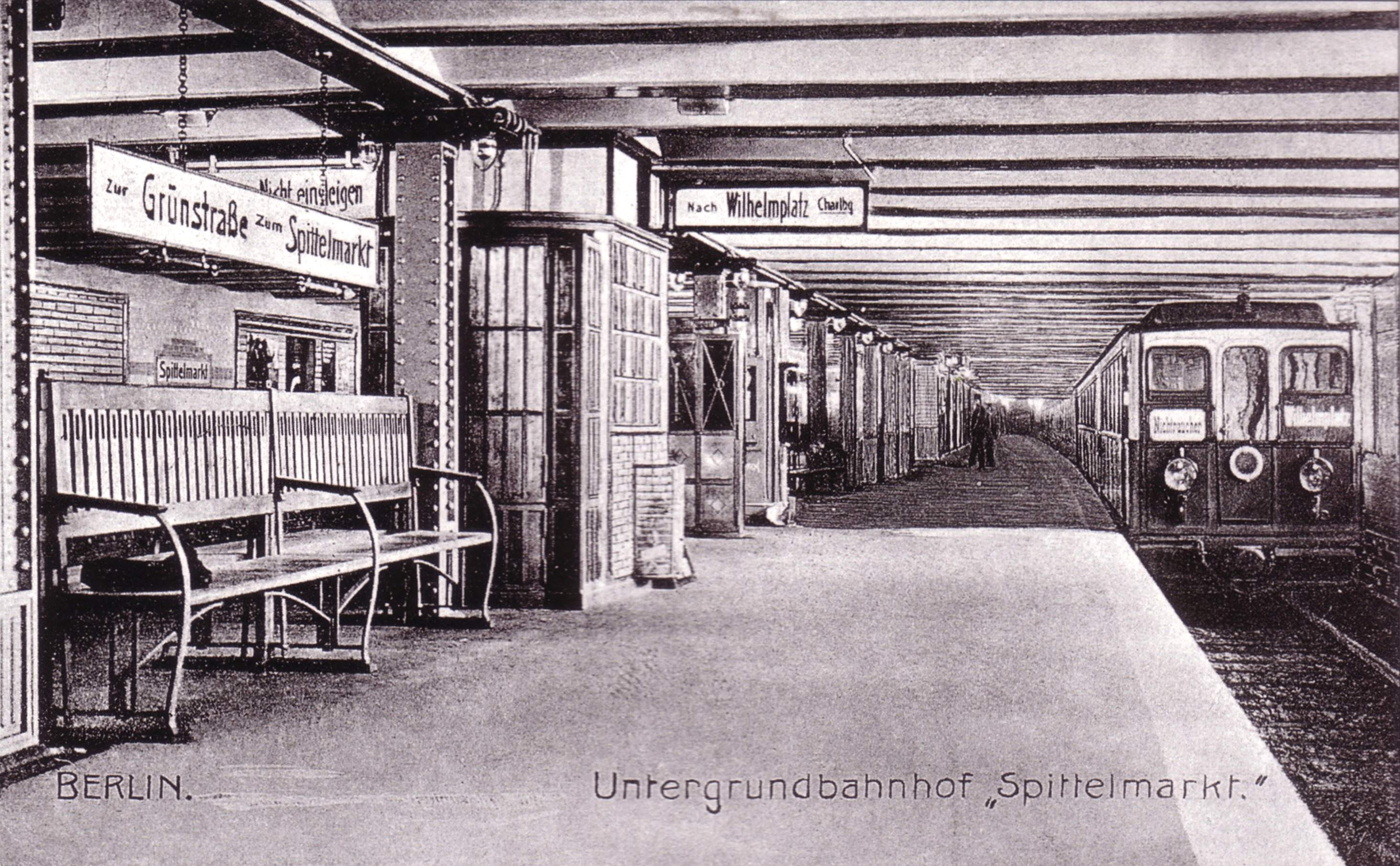
U-Bahnhof Spittelmarkt im Eröffnungszustand

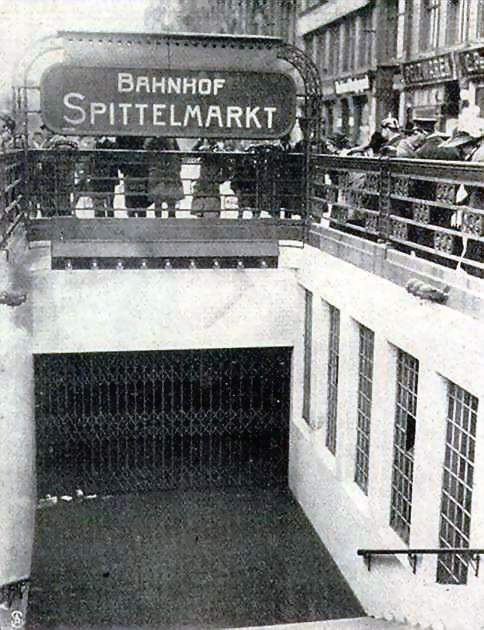
Ein Wassereinbruch während der Bauarbeiten am Spreetunnel überflutete auch den Bahnhof Spittelmarkt

Der Bahnhof wurde damals hoch frequentiert, war doch der Spittelmarkt wesentlich belebter als heute. Zahlreiche Geschäfte, Straßenbahn-Linien und Kutschen sorgten für Urbanität auf dem Platz. Doch das eigentliche Berliner Zentrum um den Alexanderplatz war noch nicht erreicht, erst ab März 1910 wurde in diese Richtung weitergebaut. Die schwierigste Baustelle war der Spreetunnel an der Klosterstraße. Bei den Arbeiten an der Flussunterführung geschah am 27. März 1912 ein Betriebsunfall: Eindringendes Spreewasser zwang die Hochbahngesellschaft, den Zugverkehr zeitweise bis zum Bahnhof Leipziger Platz zurückzuziehen. Die gesamte Strecke zwischen dem Bahnhof und der Baustelle war geflutet. Erst am 2. April 1912 fuhren die Züge wieder bis zum Spittelmarkt. Nach diesem Unfall wurden vor und hinter allen Wasserquerungen Wehrtore und -kammern eingebaut, sodass eine Überflutung des U-Bahn-Systems vermieden werden konnte. Erst seit dem 1. Juli 1913 war der Bahnhof Spittelmarkt kein Endbahnhof mehr, die Züge fuhren nun bis zum Alexanderplatz weiter, ab dem 27. Juli gar bis zur Schönhauser Allee an der Ringbahn.
Danach änderte sich kaum etwas am Bahnhof, nur die Streckenziele änderten sich ab und zu. Ab 1913 war auch der Dahlemer Thielplatz mit der U-Bahn direkt zu erreichen, ebenso das Deutsche Stadion, ab 1930 die Pankower Vinetastraße und der Ortsteil Ruhleben. Die Hochbahngesellschaft hatte zwar Pläne, eine Schiffsanlegestelle direkt am U-Bahnhof zu bauen, dazu ist es jedoch nicht gekommen. Auch die Pläne für eine Ausstattung der Fenstergalerie mit hellem Marmor, um die Lichtreflexion zu verstärken, wurden nicht umgesetzt.

### Zweiter Weltkrieg
Erst 1941 gab es bauliche Veränderungen. Im Rahmen der allgemeinen Verdunkelungsaktionen seit 1940 ließ die BVG auf Weisung des Reichsministerium des Innern die 45 Fenster des Bahnhofs wegen Bombengefahr zumauern. Auch Jahrzehnte danach waren die Konturen der alten Fenster zu sehen. Doch nicht nur auf diese Weise waren die Auswirkungen des Zweiten Weltkriegs zu spüren. Zahlreiche Betriebsunterbrechungen durch Bombenschäden waren Alltag bei der U-Bahn, sodass am Bahnhof Spittelmarkt oft keine Züge fuhren. Am 3. Februar 1945 traf eine Fliegerbombe den Bahnhof selbst und richtete großen Schaden im Bahnsteigbereich an. Die nördliche, der Spree zugewandte Seite nahm keinen Schaden, sodass kein Wasser in den U-Bahn-Bereich fließen konnte. Drei Monate später, im Mai 1945, setzte allerdings der geflutete Nord-Süd-S-Bahn-Tunnel große Teile des Berliner U-Bahn-Netzes unter Wasser – auch die Station Spittelmarkt. Zu dieser Zeit war der Bahnhof nicht mehr in Betrieb, weil es keinen Strom gab.
Am 14. Mai 1945 fuhren die U-Bahn-Züge zuerst wieder im Bereich des Hermannplatzes. Auf der Strecke der heutigen Linie U2 fuhren ab dem 17. Mai wieder Züge zwischen Ruhleben und Bahnhof Knie. Die Wiederöffnung des Bahnhofs Spittelmarkt verzögerte sich aufgrund der enormen Schäden bis zum 31. Juli 1945, nun bestand ein Pendelverkehr zwischen Stadtmitte und Märkisches Museum, weitere Anschlusspendelverkehre bestanden ebenfalls. Erst am 15. September 1946 war die gesamte Strecke der U-Bahn-Linie A (heute: U2) wieder befahrbar.

### Veränderungen zu DDR-Zeiten

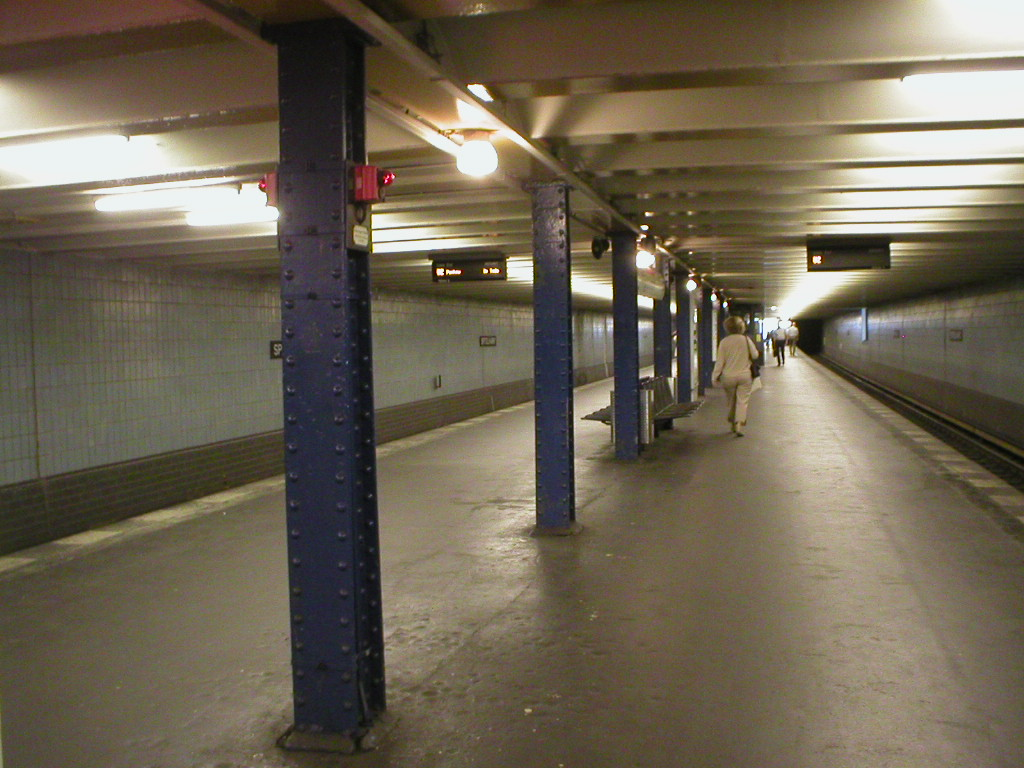
In den 1960er Jahren erhielt der Bahnhof Spittelmarkt neue Fliesen

Im Jahr 1961 verlor der Bahnhof Spittelmarkt seine Zugverbindungen ins westliche Berlin; nun war am Bahnhof Thälmannplatz (heute: Mohrenstraße) Schluss. Wieder kehrte eine Zeit der Ruhe im Bahnhof Spittelmarkt ein, durch das verlagerte Stadtzentrum Ost-Berlins zum Alexanderplatz hin und die Stilllegung der Funktion des Platzes durch die Verbreiterung der Leipziger Straße verlor der Bahnhof an Bedeutung.
Trotz Kriegsende und einer in den 1960er Jahren stattfindenden Sanierung blieb die Fenstergalerie zur Spree verschlossen. Der Bahnhof selbst erhielt neue, hellblaue Fliesen aus Boizenburg, die Reklametafeln verschwanden. Auch bei der späteren Sanierung im Jahr 1986 anlässlich der 750-Jahr-Feier Berlins blieben die Fenster mit der Begründung des unsicheren Bauzustandes des Bahnhofs verschlossen.

### Grundsanierung des Bahnhofs und Öffnung der Fenstergalerie

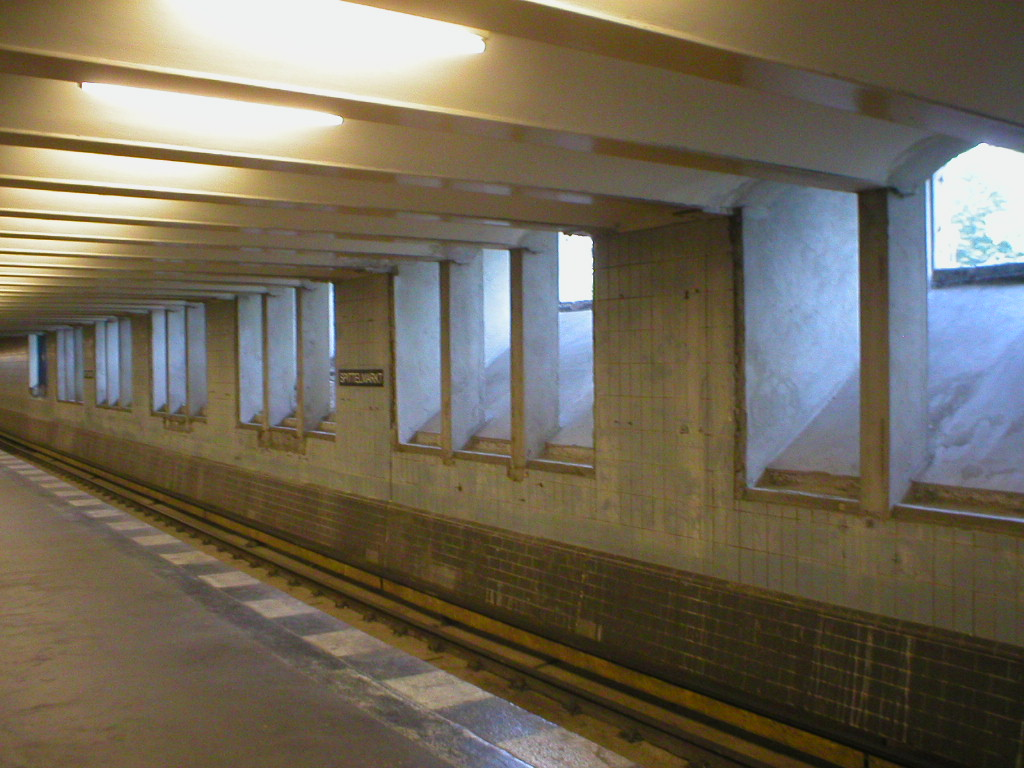
1998 ließ die BVG die ersten Fenster öffnen

Nach der deutschen Wiedervereinigung konnte 1993 die U-Bahn-Linie U2 auf ihrer gesamten Länge zwischen Vinetastraße und Ruhleben wieder in Betrieb genommen werden. Die Ost-Berliner Bahnhöfe bedurften nach der DDR-Zeit einer Grundsanierung.
Doch erst 1998 wurden wieder Arbeiten am Bahnhof aufgenommen. Die Berliner Verkehrsbetriebe führten Probebohrungen für die Wiedereröffnung der Fenstergalerie durch. Anschließend ließ die BVG drei Fenster öffnen. Wegen finanzieller Probleme konnte das Projekt nicht vollendet werden. Dennoch blieben die Baumaschinen weiterhin vor Ort. Bis zum 4. Quartal 1999 erhielt der westliche Ausgang des Bahnhofs ein neues Aussehen.

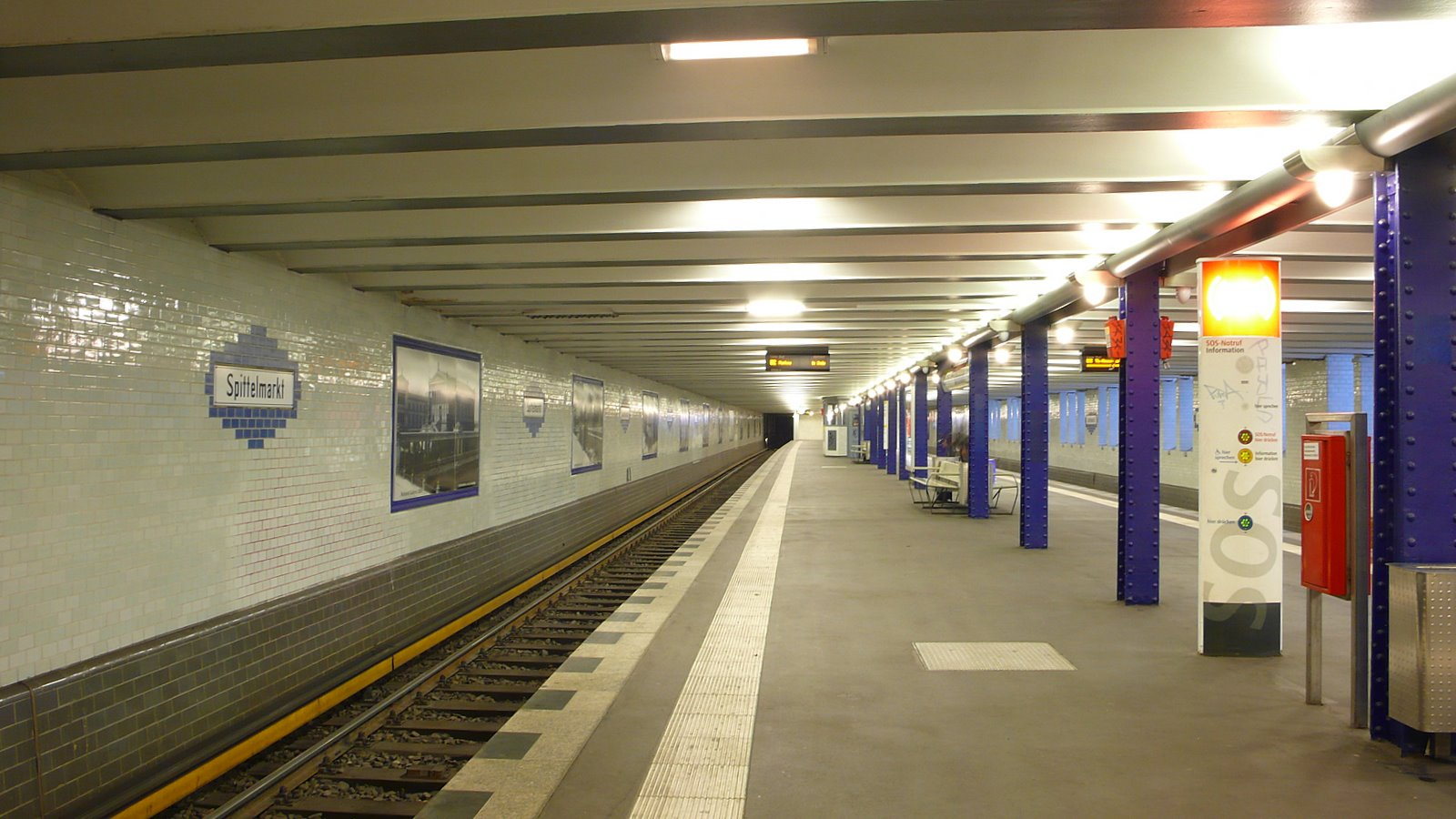
Bahnhof nach seiner Sanierung: neuer Asphaltboden, offene Fenster, neue Beleuchtung, neu geflieste Wände

Im Oktober 2003 wurde ein weiterer Teil der Fenstergalerie geöffnet.
Im März 2005 kündigte die BVG eine Rekonstruktion des Streckenabschnitts Spittelmarkt – Stadtmitte an, dabei sollten die U-Bahnhöfe in ihren Ursprungszustand zurückversetzt werden. Bis zum Mai 2006 investierten die BVG bzw. der Bund als Finanzier in eine 2,5 Millionen Euro teure Grundsanierung, die eine vollständige Öffnung der Fenstergalerie, neue Fliesen für die Wände hinter den Gleisen, neue Beleuchtung und Bahnsteigplatten, die Sanierung des östlichen Ausganges sowie eine farbliche Überarbeitung des Bahnhofs beinhaltete. Zusätzlich stattete die BVG die nicht genutzten Werbeflächen mit verschiedenen Bildern des Stadtfotografen Friedrich Albert Schwartz aus, das Oberthema war dabei „Berlin und Wasser“ für den Bahnhof direkt an der Spree. Seit der Fertigstellung wird die Fenstergalerie nachts blau beleuchtet. Der Bahnhof steht aufgrund der starken Veränderungen nach 1945 nicht unter Denkmalschutz.
Ursprünglich sollte mit der Grundsanierung des Bahnhofs ein Aufzug eingebaut werden. Der Senat bzw. die BVG gingen im Jahr 2000 von Einbaukosten von 2,5 Millionen DM (damals umgerechnet etwa 1,28 Millionen Euro) aus. Letztendlich wurde der Aufzug, der sich in der westlichen Bahnsteighälfte befindet, im Jahr 2008 eingebaut. Die Kosten beliefen sich auf 290.000 Euro.

## Anbindung
| Linie | Verlauf |
| ----- | --- |
|       | Pankow – Vinetastraße – Schönhauser Allee – Eberswalder Straße – Senefelderplatz – Rosa-Luxemburg-Platz – Alexanderplatz – Klosterstraße – Märkisches Museum – Spittelmarkt – Hausvogteiplatz – Stadtmitte – Mohrenstraße – Potsdamer Platz – Mendelssohn-Bartholdy-Park – Gleisdreieck – Bülowstraße – Nollendorfplatz – Wittenbergplatz – Zoologischer Garten – Ernst-Reuter-Platz – Deutsche Oper – Bismarckstraße – Sophie-Charlotte-Platz – Kaiserdamm – Theodor-Heuss-Platz – Neu-Westend – Olympia-Stadion – Ruhleben |

Am U-Bahnhof bestehen Umsteigemöglichkeiten von der Linie U2 zu den Omnibuslinien 200, 248 und 265 der BVG.